# The Freeze
I Freeze sono un gruppo hardcore punk formatasi a Cape Cod, in Massachusetts, nel 1978 appartenente alla scena hardcore di Boston.

## Storia
Al tempo della nascita della band tutti i componenti frequentavano la scuola superiore, come la maggioranza delle band hardcore punk. 
I The Freeze sono generalmente associati alla scena hardcore di Boston, tuttavia non seguirono mai realmente lo stile della scena. 
A differenza di moltissime band hardcore di Boston, quali DYS e SSD, i Freeze non erano straight edge e non avevano influenze metal. La band proponeva invece un sound più melodico, maggiormente vicino al punk rock delle origini che all'hardcore.
Durante i primi anni di attività, il gruppo ha goduto di relativa popolarità nella scena, suonando con i Black Flag e pubblicando l'EP Guilty Face e l'LP Land of the Lost.
Il gruppo ha avuto molte variazioni della formazione, e attualmente l'unico membro originario è il cantante Clif Hanger.

## Formazione

### Formazione attuale
- Clif Hanger - voce
- D.B. - chitarra
- Zach Carmichael - chitarra
- Mark Leonard - basso
- Johnny Baxter - batteria

### Ex componenti
- Bill Close - chitarra, voce, compositore
- Pat Leonard - basso
- Pat Brady - batteria
- Paul Delano - chitarra
- Scott Mouliasson - batteria, voce
- Steve Wood - chitarra
- Rick Andrews - basso
- Marc Thalasitas - chitarra, voce
- Craig Adams - basso
- Pete Santos - batteria
- Eric Short - chitarra
- Joe Koonz - chitarra, voce
- Ron (HeXe) Cormier - chitarra
- Kevin Bonelli - chitarra
- Kevin Vicha ("Kev") - batteria (nel singolo I Hate Tourists)
- Lou Cataldo - batteria
- Walter Gustafson - batteria

## Discografia
Album di studio
- 1983 - Land of the Lost (Modern Method)
- 1985 - Rabid Reaction (Modern Method)
- 1991 - Misery Loves Company (Taang!)
- 1994 - Crawling Blind (Lost & Found)
- 1996 - Freakshow (Lost & Found)
- 1999 - One False Move (Dr. Strange)
- 2019 - Calling All Creatures (Slope)

Split EP
- 1995 - The Freeze and Killrays (Lost & Found) with The Killrays
- 1996 - A Deadly Duo (Dr. Strange) with The Bollweevils

Raccolte e ristampe (EP, live, inediti)
- 1992 - Five way fury (Lost & Found)
- 1992 - Double Dosed (Bitzcore)
- 1997 - Token Bones (Dr. Strange)
- 2007 - Live From Cape Cod 1980 (Schizophrenic)
- 2013 - Crawling Blind / Freakshow (Dr. Strange)